# Birgit Stephan
Birgit Stephan (geb. Weinhold; * 27. September 1964 in Gera) ist eine ehemalige deutsche Marathonläuferin, die für die DDR startete.
1984 gewann sie den Marathon von Karl-Marx-Stadt und wurde Dritte beim Tokyo International Women’s Marathon. 1985 kam sie beim IAAF-Weltcup-Marathon auf den 19. Platz und gewann zusammen mit Katrin Dörre (Erste) und Gabriele Martins (22.) Bronze in der Mannschaftswertung. Als Gesamtsiegerin des Leipzig-Marathons wurde sie Marathon-Meisterin der DDR. Beim Europacup-Marathon in Rom komplettierte sie als Dritte ein Podium aus DDR-Läuferinnen (Erste wurde Dörre, Zweite Martins), und in Tokio wurde sie Zweite.
Nach ihrer Heirat gewann sie im Herbst 1987 den Marathon von Budapest. 1988 wurde sie Dritte beim Nagoya-Marathon. Beim Europacup-Marathon kam sie auf den 34. Platz und gewann zusammen mit Katrin Dörre (Erste), Annette Fincke (Neunte) und Jeannette Hain (Zehnte) Bronze in der Mannschaftswertung. 
1990 wurde sie Fünfte beim Osaka Women’s Marathon, gewann den Berliner Halbmarathon und wurde Neunte beim Berlin-Marathon.
Birgit Stephan startete für den SC Motor Jena.

## Persönliche Bestzeiten
- 3000 m: 9:38,7 min, 18. Juni 1989, Jena
- 5000 m: 16:26,0 min, 17. April 1984, Jena
- 10.000 m: 33:41,5 min, 30. Mai 1984, Leipzig
- Halbmarathon: 1:14:20 h, 1990, Berlin
- Marathon: 2:29:19 h, 6. März 1988, Nagoya